# Breakcore
Breakcore je z hudebního hlediska odnož elektronické taneční hudby, která se z většiny vyžívá v extrémně zrychlených rytmických přechodech (amen break) a jejich nepředvídatelných kombinacích, dekonstrukcích a rekonstrukcích beatů i celku. Obsahuje provokativní (zesměšňující) odkazy k ostatním hudebním stylům, zejména k discu a popu, avšak distorzuje je s punkovou vervou k nepoznání.

## Interpreti
- Bong-Ra
- DJ /rupture
- DJ Rainbow Ejaculation
- DJ Scotch Egg
- Doormouse
- Drop The Lime
- Drumcorps
- Duran Duran Duran
- Goreshit
- Igorrr
- Istari Lasterfahrer
- Otto Von Schirach
- Passenger Of Shit
- Repeater
- Rotator
- Ruby My Dear
- Sewerslvt
- Society Suckers
- Venetian Snares

## Labely
- AD AAD AT
- Ad Noiseam
- Addict Records
- Planet Mu
- Shitwank
- Sonic Belligeranza
- Zhark International